# 云南骨碎补
云南骨碎补（学名：Davallia cylindrica）为骨碎补科骨碎补属下的一个种。

## 变种
- Davallia divaricata var. dimorpha (Holttum) Noot.
- 原变种 Davallia divaricata var. divaricata